# Messier 80
Messier 80 (M80)  även känd som NGC 6093 är en klotformig stjärnhop i stjärnbilden Skorpionen. Den upptäcktes 1781 av Charles Messier. Stjärnhopen ligger, när det gäller dess positionsvinkel från solsystemet, halvvägs mellan Alfa Scorpii (Antares) och Beta Scorpii inom ett område av Vintergatan som är rik på nebulosor. Med låg nivå av ljusföroreningar kan den observeras under den 67:e norra breddgraden med ett amatörteleskop, som visas som en fläckig boll av ljus.

## Egenskaper
Messier 80 befinner sig omkring 32 600 ljusår bort från jorden och ligger 60 000 ljusår från Vintergatans centrum. Den ligger på mer än dubbelt så stort avstånd som det galaktiska centret och i regioner som anses vara galaktiska halo. Den har en skenbar vinkeldiameter på ca 10 bågminuter, som på det beräknade avståndet motsvarar en rumslig diameter av ca 95 ljusår.
Messier 80 omfattar flera hundratusen stjärnor, och rankas bland de tätaste klotformiga stjärnhoparna i Vintergatan. Den är värd för relativt många blå eftersläntrare, stjärnor som verkar vara mycket yngre än stjärnhopen. Man tror att dessa har förlorat en del av dess yttre lager på grund av närkontakter med andra stjärnor i hopen eller kanske från kollisioner mellan stjärnor i det täta klustret. Bilder från Rymdteleskopet Hubble har visat uttalade områden med dessa eftersläntrare i M80, vilket tyder på att den centrala delen av hopen har en mycket hög fångst- och kollisionssannolikhet.
Den 21 maj 1860 hittades en nova i M80 som levererade en magnitud av +7,0 till teleskop, kikare och skarpsynta ögon. Denna variabla stjärna, som gavs beteckningen T Scorpii, nådde en absolut magnitud på −8,5 och lyste tillfälligt upp stjärnhopen.

## Galleri

M80 ligger längst till höger på denna bild med Rho Ophiuchi molnkomplex uppåt
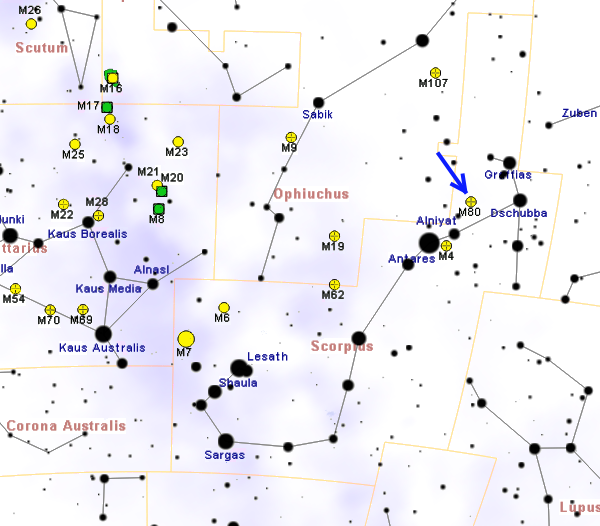
Karta som visar platsen för M80